# Sportler des Jahres (Dänemark)

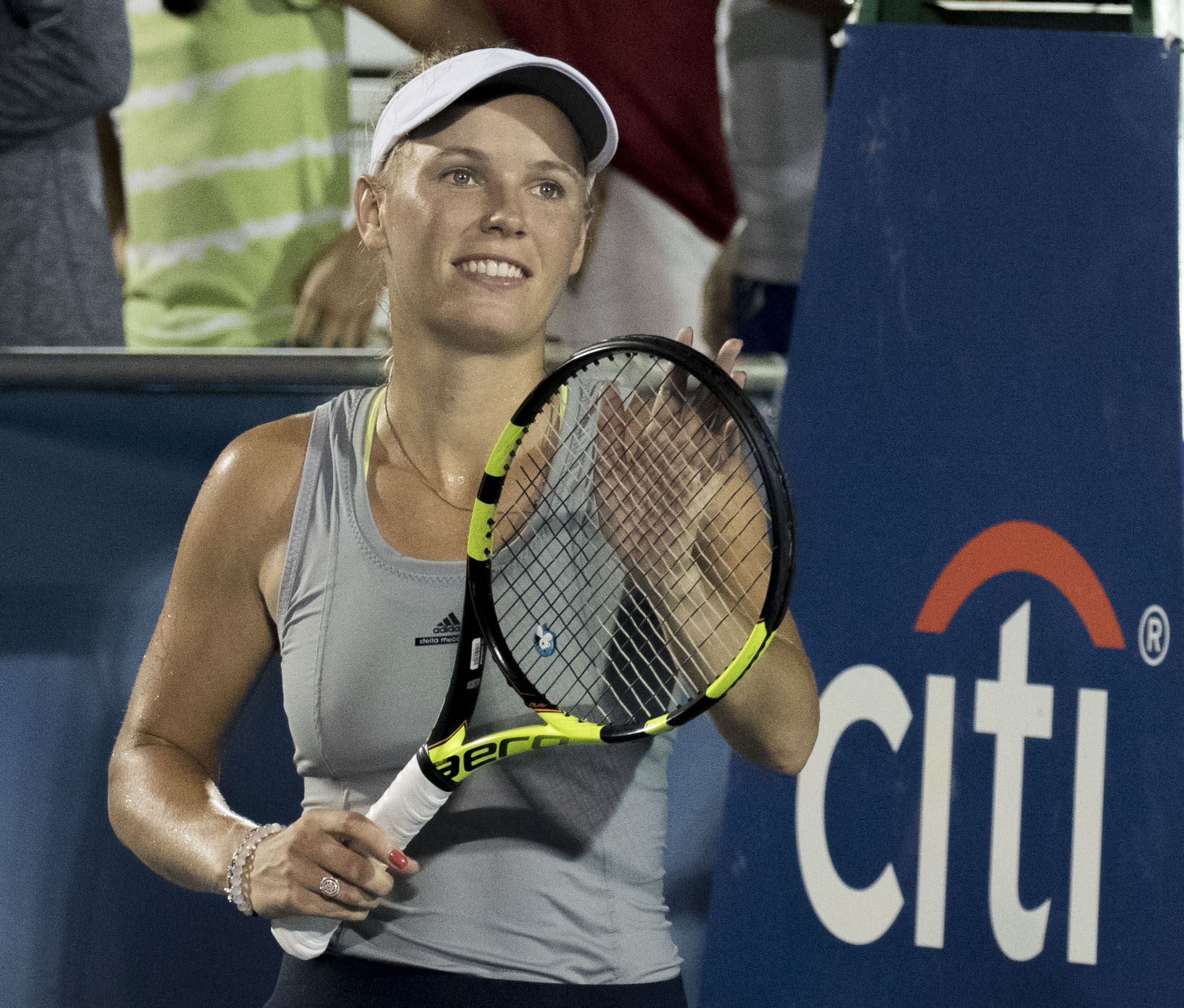
Tennisspielerin Caroline Wozniacki, Dänemarks Sportlerin des Jahres 2018

Dänemarks Sportler des Jahres (dänisch Årets Sportsnavn) ist eine Auszeichnung, die seit 1991 jährlich vom dänischen Sportverband (Danmarks Idræts-Forbund, kurz DIF) in Zusammenarbeit mit der Tageszeitung Jyllands-Posten vergeben wird.

## Nominierung
Ermittelt wird Dänemarks bester Sportler des abgelaufenen Kalenderjahres, wobei Männer, Frauen und auch Mannschaften gegeneinander antreten. Als Juroren fungiert ein Preiskomitee, dem als Vorsitzender der dänische Kultusminister und als zweiter Vorsitzender der DIF-Präsident vorstehen. Das Ergebnis wird in der Regel Anfang Januar bekanntgegeben. Der Preis ist mit 50.000 Dänischen Kronen (circa 6710 Euro) dotiert und gilt als bedeutendste Auszeichnung im dänischen Sport.
Die Expertenjury, der unter anderem auch der Herausgeber und Sportredakteur von Jyllands-Posten angehören, erstellt eine Nominiertenliste aus drei Sportlern beziehungsweise Mannschaften und zeichnet auch für die Wahl des Gewinners verantwortlich. Neben der Auszeichnung für Dänemarks Sportler des Jahres wurden in der Vergangenheit auch weitere Preise verliehen. 2013 waren im Rahmen der Veranstaltung beispielsweise Auszeichnungen für den besten dänischen Fußballspieler, die größte olympische Nachwuchshoffnung oder für den dänischen Behindertensport ausgelobt.

## Preisträger
Am häufigsten ausgezeichnet wurde die dänische Frauen-Handballnationalmannschaft (drei Siege), gefolgt von den beiden Ruderern Eskild Ebbesen und Thomas Ebert, der Schwimmerin Mette Jacobsen, dem Autorennfahrer Tom Kristensen und der Tennisspielerin Caroline Wozniacki (je zwei Erfolge). Am häufigsten vertretene Sportart unter den Gewinnern ist Schwimmen (fünf Siege), gefolgt vom Handballsport (vier), Rudersport (drei). In 13 von 26 Fällen wurden Frauen zu Dänemarks Sportlern des Jahres gekürt. Wintersportler waren bislang noch nicht erfolgreich.
| Jahr | Preisträger/-in                                                                        | Sportart        | Erfolg(e) |
| ---- | -------------------------------------------------------------------------------------- | --------------- | --- |
| 1991 | Mette Jacobsen                                                                         | Schwimmen       | vierfache Medaillengewinnerin bei den 20. Schwimmeuropameisterschaften in Athen (Gold über 200 Meter Freistil, 200 Meter Schmetterling und 4-mal 200 Meter Freistil, Bronze über 4-mal 100 Meter Freistil), zweifache Medaillengewinnerin bei den 6. Schwimmweltmeisterschaften in Perth (Bronze über 200 Meter Freistil, 4-mal 200 Meter Freistil)       |
| 1992 | Jesper Bank Jesper Seier Steen Secher                                                  | Segeln          | Goldmedaillengewinner bei den XXV. Olympischen Sommerspielen in Barcelona (Soling) |
| 1993 | Frauen-Handballnationalmannschaft                                                      | Handball        | Silbermedaillengewinner bei der 11. Handball-Weltmeisterschaft in Norwegen |
| 1994 | Frauen-Handballnationalmannschaft                                                      | Handball        | Goldmedaillengewinner bei der 11. Handball-Europameisterschaft in Deutschland |
| 1995 | Mette Jacobsen                                                                         | Schwimmen       | fünffache Medaillengewinnerin bei den 22. Schwimmeuropameisterschaften in Wien (Gold über 100 Meter Rücken und 100 Meter Schmetterling, Silber über 200 Meter Schmetterling und 100 Meter Freistil, Bronze über 200 Meter Freistil) |
| 1996 | Bjarne Riis                                                                            | Radsport        | Gewinner der 83. Tour de France |
| 1997 | Wilson Kipketer                                                                        | Leichtathletik  | Goldmedaillengewinner bei den 6. Leichtathletik-Weltmeisterschaften in Athen (800-Meter-Lauf), Goldmedaillengewinner bei den 6. Leichtathletik-Hallenweltmeisterschaften in Paris (800-Meter-Lauf mit Weltrekord – 1:42,67 min), Freiluftweltrekord – 1:41,11 min, 13 Saisonsiege                                                                         |
| 1998 | Thomas Poulsen Eskild Ebbesen Victor Feddersen Thomas Ebert                            | Rudern          | Goldmedaillengewinner bei den 23. Ruder-Weltmeisterschaften in Köln (Leichtgewichts-Vierer ohne Steuermann) |
| 1999 | Camilla Martin                                                                         | Badminton       | Goldmedaillengewinnerin bei den 11. Badminton-Weltmeisterschaften in Kopenhagen (Einzel) |
| 2000 | Frauen-Handballnationalmannschaft                                                      | Handball        | Goldmedaillengewinner bei den XXVII. Olympischen Spielen in Sydney |
| 2001 | Thomas Bjørn                                                                           | Golf            | Gewinner der Dubai Desert Classic, Zweiter bei den Scottish Open, Ranking-Position sieben auf der European Tour |
| 2002 | Tom Kristensen                                                                         | Motorsport      | Gewinner des 24-Stunden-Rennens von Le Mans (Audi), der American Le-Mans-Serie (Audi) und von Petit Le Mans (Audi) |
| 2003 | Nicki Pedersen                                                                         | Speedway        | Einzel-Weltmeister |
| 2004 | Eskild Ebbesen Thomas Ebert Thor Kristensen Stephan Mølvig                             | Rudern          | Goldmedaillengewinner bei den XXVIII. Olympischen Sommerspielen in Athen (Leichtgewichts-Vierer ohne Steuermann) |
| 2005 | Tom Kristensen                                                                         | Motorsport      | Gewinner des 24-Stunden-Rennens von Le Mans (Audi) und des 12-Stunden-Rennens von Sebring, Dritter der DTM-Saison |
| 2006 | Mikkel Kessler                                                                         | Boxen           | Weltmeister nach WBA und WBC (Supermittelgewicht) |
| 2007 | Mads Rasmussen Rasmus Quist                                                            | Rudern          | Goldmedaillengewinner bei den 32. Ruder-Weltmeisterschaften in München (Leichtgewichts-Doppelzweier, LM2x), Weltbestzeit im Leichtgewichts-Doppelzweier |
| 2008 | Männer-Handballnationalmannschaft                                                      | Handball        | Goldmedaillengewinner bei der 8. Handball-Europameisterschaft in Norwegen |
| 2009 | Lotte Friis                                                                            | Schwimmen       | zweifache Medaillengewinnerin bei den 13. Schwimmweltmeisterschaften in Rom (Gold über 800 Meter Freistil, Silber über 1500 Meter Freistil), Weltrekord über 1500 Meter Freistil (Kurzbahn – 15:28,65 min) |
| 2010 | Caroline Wozniacki                                                                     | Tennis          | Weltranglistenerste und Gewinnerin von sechs WTA-Turnieren |
| 2011 | Jeanette Ottesen                                                                       | Schwimmen       | Goldmedaillengewinnerin bei den 14. Schwimmweltmeisterschaften in Shanghai (100 Meter Freistil), sechsfache Medaillengewinnerin bei den 19. Kurzbahneuropameisterschaften in Stettin (Gold über 50 und 100 Meter Schmetterling und mit der 4-mal-50-Meter-Lagenstaffel, Silber über 50 und 100 Meter Freistil und mit der 4-mal-50-Meter-Freistilstaffel) |
| 2012 | Lasse Norman Hansen                                                                    | Radsport        | Goldmedaillengewinner bei den XXX. Olympischen Sommerspielen in London (Omnium) |
| 2013 | Maja Jager                                                                             | Bogenschießen   | Gold- und Bronzemedaillengewinnerin (Olympischer Bogen) bei den Weltmeisterschaften im Bogenschießen 2013 in Antalya |
| 2014 | Camilla Pedersen                                                                       | Triathlon       | ITU-Weltmeisterin auf der Triathlon-Langdistanz |
| 2015 | René Holten Poulsen                                                                    | Kanurennsport   | zweifacher Goldmedaillengewinner bei den 42. Kanurennsport-Weltmeisterschaften in Mailand (Kajak K-1 500 m, K-1 1000 m), dreifacher Medaillengewinner bei den Kanurennsport-Europameisterschaften in Račice (Gold im K1 500 m und K1 5000 m, Silber im K1 1000 m)                                                                                         |
| 2016 | Pernille Blume                                                                         | Schwimmen       | zweifache Medaillengewinnerin bei den XXXI. Olympischen Sommerspielen in Rio de Janeiro (Gold über 50 Meter Freistil, Bronze mit der 4-mal-100-Meter-Lagenstaffel) |
| 2017 | Viktor Axelsen                                                                         | Badminton       | Weltmeister im Einzel, erstmals Weltranglistenführender ab 15. November 2017 |
| 2018 | Caroline Wozniacki                                                                     | Tennis          | Gewinnerin der Australian Open im Dameneinzel, sowie zweier weiterer Turniere |
| 2019 | Mads Petersen                                                                          | Straßenradsport | Weltmeister im Straßenrennen |
| 2020 | Bahnvierer (Lasse Norman Hansen, Julius Johansen, Frederik Rodenberg, Rasmus Pedersen) | Bahnradsport    | Weltmeister in der Mannschaftsverfolgung |
| 2021 | Viktor Axelsen                                                                         | Badminton       | Olympiasieger im Einzel, Vizeeuropameister im Einzel, Mannschaftseuropameister, 2020/2021 BWF männlicher Player of the Year, Nummer 1 des BWF Rankings |
| 2022 | Jonas Vingegaard                                                                       | Straßenradsport | Sieger Tour de France 2022 |
| 2023 | Männer-Handballnationalmannschaft                                                      | Handball        | Weltmeister zum dritten Mal in Folge (2019, 2021, 2023) |